# Ozero Timosjisjtje
Ozero Timosjisjtje (ryska: Озеро Тимошище) är en korvsjö i Belarus.   Den ligger i voblasten Homels voblast, i den centrala delen av landet, 240 km sydost om huvudstaden Minsk. Ozero Timosjisjtje ligger 114 meter över havet. Den ligger vid sjön Ozero Dvorisjtje.
I omgivningarna runt Ozero Timosjisjtje växer i huvudsak blandskog. Runt Ozero Timosjisjtje är det ganska tätbefolkat, med 75 invånare per kvadratkilometer.